# Пундом
Пундом — пресноводное озеро на территории Кестеньгского сельского поселения Лоухского района Республики Карелии.

## Общие сведения
Площадь озера — 2,9 км², площадь водосборного бассейна — 21,4 км². Располагается на высоте 146,3 метров над уровнем моря.
Форма озера лопастная, продолговатая: оно более чем на три километра вытянуто с юго-запада на северо-восток. Берега изрезанные, каменисто-песчаные, часто возвышенные, местами заболоченные.
Из юго-западной оконечности озера вытекает река Пундома, впадающая в Пяозеро.
В озере расположено не менее шести небольших безымянных островов различной площади, рассредоточенных по всей площади водоёма.
К западу от озера проходит автодорога местного значения 86К-123 («Кестеньга — Зашеек»).
Населённые пункты вблизи водоёма отсутствуют.
Код объекта в государственном водном реестре — 02020000411102000000575.